# Али-паша Гусињски
Али-паша Шабанагић (познатији као Али-паша Гусињски) (Гусиње, тада Османско царство 1828—1888. Пећ, тада Османско царство) је био паша из гусињског краја. Он је најпознатији паша из гусињског краја уз Џафер-бега Кољеновића. Био је Албанац пореклом и по националној припадности.

## Биографија
Али-паша Гусињски је рођен 1828. године у Гусињу под именом Али-бег Шабанагић. Он је био син јединац (није имао ни браће ни сестара) Хасан-бега Шабанагића који је био син Ђул-бег Шабанагића који води порекло од Вали-бега, који је у Гусиње дошао из околине Скадра, када му је крајем 16. века поверено управљање Плавом и Гусињем. Али-бег је завршио високу војну школу у Истанбулу, након чега се вратио у завичај.

## Каријера
Око 1852. године, Али-бег је добио звање кајмакама. На брду Превији код Андријевице, фебруара 1854. године, сукобио се са црногорским устаницима које је предводио пиперски сердар Јоле Пилетић. Године 1855, у присуству Ћехаја-паше из Скадра, Али-бег је са представницима Васојевића, потписао договор о ненападању. Због тога што су црногорски устаници имали одређених успеха у борби против османских феудалаца Скадарски везир под чијом су се управом тада налазили Плав и Гусиње је 1862. године формирао тзв. „Лимски корпус“, војну јединицу чији је задатак био да угуши устанак у долини Лима. Ова јединица је била највећим делом састављена од башибозука доведеног из околине Скадра, Косова, Метохије, Рожаја, Новог Пазара и Бијелог Поља.
У борбама које су се на Превији и у Полимљу одвијале између 16. и 18. априла 1862. године су устаници поразили башибозук и два табора редовне војске под командом Али-бега Гусињског. Али-бег није организовао нити учествовао ни у једној борби са устаницима већ су то радили или школовани османски официри или башибозук а Али-бег и башибозук под његовом командом су лично учествовали само у спаљивању и пљачкању села насељених Србима.
Одлуке Берлинског конгреса 1878. године, по којима су Плав и Гусиње припали Црној Гори, биле су неприхватљиве за Али-бега Шабанагића и његове присталице, због чега је одлучио да им се супротстави и не дозволи црногорској војсци да уђе на то подручје. Због тога је у два наврата ратовао против црногорских снага, први пут на Новшићи, између Мурино и Плава, децембра 1879. године, а други пут 8. јануара 1880. године, у Мурини, сјеверно од Новшића. Био је један од оснивача и члан централног комитета Призренске лиге. Али-бег је успео да у оба боја победи Црногорце и не дозволи освајање Гусињске казе за дуже време. У знак захвалности за успех у бици на Мурини, султан је Али-бегу доделио чин мир-мирана. Наредне године, Али-бег је именован за санџак-бега новоформираног Пећког санџака, а на његово место је постављен Бећир Сидки-бег. Од тада је познатији под именом Али-паша Гусињски.

## Смрт
Али-паша Гусињски је 1888. године убијен на улазу у Руговску клисуру, у близини Пећке патријаршије. Убиство је извршио плаћеник, Махмуд Рамин Руговац. Али-пашино убиство се доводи у везу с његовим активностима везаним за Босну и Херцеговину и везама које је у том циљу био успоставио са Васом Пелагићем. Постоје и тврдње да је убиство финансирао Зејнил-бег из Ђаковице, који је познатији под надимком Хаџи Зека  један од вођа Призренске лиге и касније оснивач Пећке лиге јер се, за разлику од Али-паше Гусињског, залагао да Плав и Гусиње буду део Велике Албаније.
Сахрањен је на мезарју поред најстарије џамије у Пећи, Бајракли џамије која је саграђена 1471. године. На истом мезарју је сахрањен и Хаџи Зека.

## Контроверзе
И у случају Али-паше Гусињског, као и у случају великог броја историјских личности на Балкану, постоје контроверзне тврдње по питању његове националне припадности, односно да он није Албанац већ Бошњак или Турчин чак и тврдње да је пореклом Илир. Професор Др Каплан Буровић је доказао да је Али-паша Гусињски, Србин, презимена Шабановић, како се потписивао на писмима. Поред националне припадности контроверзе се односе и на оцене његову историјску улогу. Постоје оцене да је он османлијски зулумћар, а са друге стране постоје и оцене да је он борац против црногорске окупације Плава и Гусиња.
Упркос оценама у којима се Али-паша сматра османлијским зулумћаром Гусињским изворима је промењено име у Али-пашине изворе у част Али-паше Гусињског. Али-паша је опеван и у народним песмама као што је на пример севдалинка Књигу пишу гусињске ђевојке.